# Craig (Montana)
Craig – jednostka osadnicza w Stanach Zjednoczonych, w stanie Montana, w hrabstwie Lewis and Clark.